# Banco de dados de gerenciamento de configuração
Um banco de dados do gerenciamento de configuração (BDGC) é um repositório de informações relacionadas a todos os componentes de um sistema de informação. Ele contém os detalhes dos itens de configuração (IC) na infraestrutura de TI. Apesar de repositórios similares aos BDGCs terem sido utilizados por departamentos de TI durante muitos anos, o termo BDGC resulta da ITIL. No contexto da ITIL, um BDGC representa a configuração autorizada dos componentes significativos do ambiente de TI. Um BDGC ajuda uma organização a entender os relacionamentos entre estes componentes e acompanhar suas configurações. O BDGC é um componente fundamental do processo de gerenciamento de configuração do framework ITIL. As implementações de BDGCs geralmente envolvem associação, a inclusão de dados no BDGC de outras fontes, como gerenciamento de ativos, de tal forma que a fonte dos dados retenha o controle dos dados. Associação normalmente é distinta de soluções de extração, transformação e carga, nas quais os dados são copiados no BDGC.
O BDGC registra os ICs e os detalhes sobre os atributos importantes e os relacionamentos entre ICs. Gerentes de configuração normalmente descrevem ICs usando três atributos configuráveis:
1. Técnico
2. Propriedade
3. Relacionamento

Um fator chave de sucesso na implementação do BDGC é a habilidade de descobrir automaticamente informações sobre os ICs (auto-descoberta) e acompanhar as mudanças quando elas ocorrerem.
BDGCs contém metadados e, desta forma, o conceito coincide com o de repositório de metadados os quais são ambos utilizados nas organizações de TI de ampla administração. O gerenciamento de configuração trata de como os dados permanecerão atualizados, o que historicamente tem sido uma fraqueza dos repositórios de metadados.

## BDGCs associados (Federated CMDB)
Gerentes de tecnologia da informação podem usar um BDGC associado - um BDGC de nível corporativo - para acumular informações sobre configurações, mudanças e outros dados de fontes diferentes. O objetivo é permitir que provedores de gerenciamento de dados integrem seus dados em um BDGC coerente e sem emendas, usando uma interface padrão de indústria.
A arquitetura para este padrão foi proposta em um estudo de 2007, escrito por representantes de vários fornecedores de BDGC: ASG Software Solutions, CA, Fujitsu, HP Software Division, IBM e Microsoft. Estes membros representaram o CMDB Federation Workgroup, ou CMDBf.
Em 2009, a Distributed Management Task Force (DMTF) padronizou a especificação CMDBf para fornecer uma solução padronizada multi-fornecedor para dados associados de gerenciamento de sistemas.